# Mueang Roi Et (huyện)
Mueang Roi Et (tiếng Thái: เมืองร้อยเอ็ด) là huyện thủ phủ (Amphoe Mueang) ở phía tây của tỉnh Roi Et, đông bắc Thái Lan.

## Lịch sử
Mueang Roi Et là một thành phố cổ. Khu vực xung quanh thành phố đã được lập huyện vào năm 1908. Năm 1913, đơn vị này đã được đổi tên từ Pachin Roi Et sang Mueang Roi Et.

## Địa lý
Các huyện giáp ranh (từ phía bắc theo chiều kim đồng hồ) là: Changhan, Chiang Khwan, Thawat Buri, At Samat, Chaturaphak Phiman và Si Somdet của tỉnh Roi Et, và Mueang Maha Sarakham của tỉnh Maha Sarakham.

## Hành chính
Huyện này được chia thành 15 phó huyện (tambon), các đơn vị này lại được chia ra thành 195 làng (muban). Roi Et là một thị xã (thesaban mueang) nằm trên toàn bộ tambon Nai Mueang. Có 14 Tổ chức hành chính tambon.
| STT. | Tên          | Tên Thái      | Số làng | Dân số |  |
| ---- | ------------ | ------------- | ------- | ------ |  |
| 1.   | Nai Mueang   | ในเมือง        | -       | 34,285 |  |
| 2.   | Rop Mueang   | รอบเมือง       | 20      | 15.569 |  |
| 3.   | Nuea Mueang  | เหนือเมือง      | 21      | 19.797 |  |
| 4.   | Khon Kaen    | ขอนแก่น        | 14      | 7.310  |  |
| 5.   | Na Pho       | นาโพธิ์         | 10      | 4.718  |  |
| 6.   | Sa-at Sombun | สะอาดสมบูรณ์    | 16      | 8.584  |  |
| 8.   | Si Kaeo      | สีแก้ว          | 20      | 12.769 |  |
| 9.   | Po Phan      | ปอภาร (ปอพาน) | 13      | 7.547  |  |
| 10.  | Non Rang     | โนนรัง         | 9       | 5.603  |  |
| 17.  | Nong Kaeo    | หนองแก้ว       | 13      | 6.860  |  |
| 18.  | Nong Waeng   | หนองแวง       | 15      | 8.137  |  |
| 20.  | Dong Lan     | ดงลาน         | 13      | 7.755  |  |
| 23.  | Khaen Yai    | แคนใหญ่        | 11      | 4.439  |  |
| 24.  | Non Tan      | โนนตาล        | 10      | 4.977  |  |
| 25.  | Mueang Thong | เมืองทอง       | 10      | 5.217  |  |

Các con số không có trong bảng này là tambon tạo thành các huyện Changhan và Si Somdet.